# Camulian

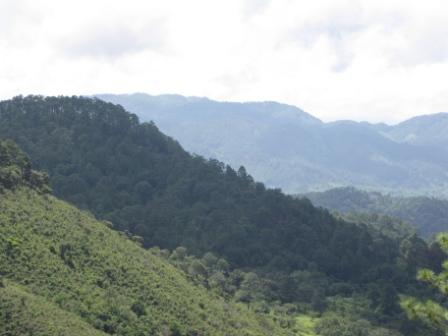

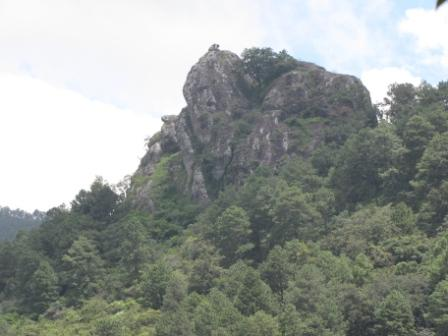

Camulian es el nombre de un cantón o caserío del departamento de Santa Ana, en El Salvador. Forma parte del municipio de Metapán. Dista aproximadamente 30 kilómetros al oriente de Metapan.
La carretera para llegar a tal cantón, es la carretera que une Metapan con Citalá. Teniéndose que desviar exactamente en el cantón El Pinar. Si bien es de tierra, cuenta con buen mantenimiento. Lo que lo hace difícil y lento es el trazo muy sinuoso y las constantes subidas y bajadas.
Básicamente es una comunidad que económicamente se dedica a la ganadería.
No están conectados a la red eléctrica nacional, pero en su mayoría las casas cuentan con sistemas eléctricos generados por placas solares.
Hasta la fecha, este lugar se encuentra muy aislado, pero esto cambiaría muchísimo al construirse el embalse del proyecto hidroeléctrico de El Cimarrón. Desde allí se logra divisar la mayor parte de lo que sería inundado por el río Lempa para formar tal embalse.
Dos lugares del lugar llaman la atención:
1. La peñona de Camulian.
2. El gigantesco acantilado de los cerros conocidos como ¨la cenizera¨de 460 m de alto, que se levantan en la margen izquierda del río Lempa.

Cercano se encuentran los caseríos de Montenegro (4.5 km) y El Pinar (8.5 km)
- Datos: Q5746159
- Multimedia: Camulian / Q5746159